# Isernia Football Club 2003-2004
Questa voce raccoglie le informazioni riguardanti  l'Isernia Football Club nelle competizioni ufficiali della stagione 2003-2004.

## Rosa
| N. |                       | Ruolo | Calciatore                |
| -- | --------------------- | ----- | ------------------------- |
|    | Italia (bandiera)     | A     | Giovanni Abate            |
|    | Italia (bandiera)     | D     | Antonio Altamura          |
|    | Argentina (bandiera)  | A     | Luis Federico Arcamone    |
|    | Italia (bandiera)     | A     | Massimiliano Barni        |
|    | Italia (bandiera)     | C     | Antonino Calascibetta     |
|    | Argentina (bandiera)  | A     | Lucas Cantoro             |
|    | Italia (bandiera)     | C     | Salvatore Carboni         |
|    | Portogallo (bandiera) | C     | Pedro Ricardo Simao Costa |
|    | Francia (bandiera)    | C     | Moussa Dabo               |
|    | Italia (bandiera)     | D     | Simone Fantini            |
|    | Italia (bandiera)     | D     | Modestino Feliciello      |
|    | Italia (bandiera)     | A     | Claudio Gallicchio        |
|    | Italia (bandiera)     | C     | Vittorio Gargiulo         |
|    | Italia (bandiera)     | C     | Angelo Giacalone          |
|    | Italia (bandiera)     | D     | Domenico Giordani         |

| N. |                      | Ruolo | Calciatore            |
| -- | -------------------- | ----- | --------------------- |
|    | Italia (bandiera)    | C     | Fabio Levacovich      |
|    | Italia (bandiera)    | C     | Manolo Manoni         |
|    | Italia (bandiera)    | C     | Domenico Marino       |
|    | Italia (bandiera)    | D     | Francesco Marotta     |
|    | Italia (bandiera)    | D     | Antonio Martella      |
|    | Italia (bandiera)    | A     | Matteo Martini        |
|    | Argentina (bandiera) | D     | Lucas Rodrigo Montero |
|    | Italia (bandiera)    | P     | Davide Morello        |
|    | Italia (bandiera)    | C     | Alessandro Moro       |
|    | Romania (bandiera)   | C     | Adrian Natali         |
|    | Italia (bandiera)    | P     | Simone Paoletti       |
|    | Italia (bandiera)    | D     | Morris Pascale        |
|    | Italia (bandiera)    | A     | Gaetano Poziello      |
|    | Italia (bandiera)    | A     | Giordano Rossi        |
|    | Italia (bandiera)    | D     | Paolo Ziliani         |

## Risultati

### Serie C2

#### Girone d'andata
| Arbitro: | Taverna |

|          |           |  |
| Barni 2’ | Marcatori |  |

| Arbitro: | Mannella (Avezzano) |

|               |           |  |
| Pignalosa 31’ | Marcatori |  |

| Arbitro: | Gervasoni (Mantova) |

|                           |           |  |
| De Cesare 26’ (rig.), 73’ | Marcatori |  |

| Arbitro: | Rubino (Salerno) |

|           |           |  |
| Abate 64’ | Marcatori |  |

| Arbitro: | Ferrandini (Sondrio) |

|                            |           |           |
| Rossi 20’, 61’ Caserta 74’ | Marcatori | 61’ Abate |

| Arbitro: | Cavarretta (Trapani) |

|                        |           |  |
| Carboni 28’ Marino 66’ | Marcatori |  |

| Nocera Inferiore 12 ottobre 2003 7ª giornata | Nocerina  | 0 – 0 referto | Isernia | Stadio San Francesco d'Assisi\| Arbitro: \| Guerriero \| |
| Arbitro:                                     | Guerriero |               |         |                                                          |

| Arbitro: | Rubino (Salerno) |

|           |           |           |
| Barni 83’ | Marcatori | 10’ Memmo |

| Arbitro: | Forconi |

|  |           |                            |
|  | Marcatori | 34’ Barni 50’, 72’ Martini |

| Arbitro: | Passeri (Gubbio) |

|                             |           |  |
| Marino 16’ Martini 69’, 71’ | Marcatori |  |

| Arbitro: | Bo |

|                |           |          |
| Scopelliti 85’ | Marcatori | 2’ Abate |

| Isernia 23 novembre 2003 12ª giornata | Isernia          | 0 – 0 referto | Cavese | Stadio Comunale\| Arbitro: \| Burdin (Cormons) \| |
| Arbitro:                              | Burdin (Cormons) |               |        |                                                   |

| Arbitro: | Taverna |

|             |           |             |
| Carboni 78’ | Marcatori | 75’ Ferrara |

| Arbitro: | Saveri |

|                            |           |  |
| Simonetti 57’ Pilleddu 74’ | Marcatori |  |

| Arbitro: | Padovan (Conegliano) |

|             |           |  |
| Cantoro 10’ | Marcatori |  |

| Arbitro: | Masin |

|                        |           |             |
| Clemente 2’ Pisano 60’ | Marcatori | 48’ Cantoro |

| Arbitro: | Italiani |

|              |           |            |
| Arcamone 11’ | Marcatori | 68’ Soares |

#### Girone di ritorno
| Arbitro: | Stallone (Foggia) |

|                         |           |  |
| Catania 32’ Lázzaro 79’ | Marcatori |  |

| Arbitro: | Lioce |

|                    |           |  |
| Cantoro 80’ (rig.) | Marcatori |  |

| Arbitro: | Lena (Ciampino) |

|                                                |           |  |
| Levacovich 8’ Arcamone 18’, 34’ Gallicchio 58’ | Marcatori |  |

| Arbitro: | Torella (Roma 1) |

|                        |           |  |
| Morello 6’, 31’ (rig.) | Marcatori |  |

| Isernia 15 febbraio 2004 22ª giornata | Isernia            | 0 – 0 referto | Igea Virtus | Stadio Comunale\| Arbitro: \| Ciliberto (Merano) \| |
| Arbitro:                              | Ciliberto (Merano) |               |             |                                                     |

| Arbitro: | Tommasi (Bassano del Grappa) |

|                              |           |                         |
| Izzo 45’ Gargiulo 90’ (aut.) | Marcatori | 36’ (rig.), 88’ Cantoro |

| Arbitro: | Marzaloni (Rimini) |

|          |           |                                                |
| Moro 89’ | Marcatori | 23’ (aut.) Feliciello 76’ Olorunleke 78’ Adamo |

| Arbitro: | Barbirati (Ferrara) |

|          |           |  |
| Arno 70’ | Marcatori |  |

| Arbitro: | Zanzi (Lugo di Romagna) |

|                         |           |                                             |
| Cantoro 57’ (rig.), 90’ | Marcatori | 62’ Trinchera 69’ Pinciarelli 89’ Francioso |

| Arbitro: | Gervasoni (Mantova) |

|                   |           |             |
| Apa 32’ Galli 46’ | Marcatori | 90’ Cantoro |

| Arbitro: | Fugante (Macerata) |

|             |           |  |
| Cantoro 79’ | Marcatori |  |

| Arbitro: | Dattrino (Roma) |

|                             |           |                         |
| Gabrieli 10’ Scichilone 87’ | Marcatori | 55’ Carboni 57’ Cantoro |

| Arbitro: | Di Cintio (Bergamo) |

|                              |           |                                  |
| Bonarrigo 16’ Pellegrino 35’ | Marcatori | 85’ (rig.) Moro 90’ (rig.) Barni |

| Isernia 18 aprile 2004 31ª giornata | Isernia          | 0 – 0 referto | Latina | Stadio Comunale\| Arbitro: \| Masiero (Mestre) \| |
| Arbitro:                            | Masiero (Mestre) |               |        |                                                   |

| Arbitro: | Didato (Agrigento) |

|              |           |  |
| Costanzo 38’ | Marcatori |  |

| Arbitro: | Torrela (Roma 1) |

|            |           |                               |
| Carboni 4’ | Marcatori | 43’, 74’ Pisano 90’ Manganaro |

| Andria 9 maggio 2004 34ª giornata | Fidelis Andria | 0 – 0 referto | Isernia | Stadio degli Ulivi\| Arbitro: \| Vicinanza \| |
| Arbitro:                          | Vicinanza      |               |         |                                               |

#### Play-out
| Arbitro: | Giachero |

|            |           |            |
| Nocera 20’ | Marcatori | 2’ Carboni |

| Arbitro: | Velotto (Grosseto) |

|             |           |             |
| Rossi 90+4’ | Marcatori | 38’ Lázzaro |

### Coppa Italia Serie C

#### Fase a gironi
| 17 agosto 2003 1ª giornata | Sora | 2 – 2 | Isernia |  |

| 20 agosto 2003 2ª giornata | Isernia | – | Frosinone |  |

| 24 agosto 2003 3ª giornata | Castel di Sangro | 1 – 3 | Isernia |  |

| 27 agosto 2003 4ª giornata | Isernia | 2 – 0 | Giugliano |  |